# Raphaël Mathieu
Raphaël Mathieu (* 18. Oktober 1983 in Montreal, Québec) ist ein französischer Curler. 
Mathieus größter Erfolg war bisher der Gewinn der Goldmedaille bei der Curling-Juniorenweltmeisterschaft 2001 in Tårnby. 
Als Alternate spielte Mathieu bei den Olympischen Winterspielen 2010 in Vancouver im Team Frankreich mit Skip Thomas Dufour, Third Tony Angiboust, Second Jan Henri Ducroz und Lead Richard Ducroz. Die Mannschaft belegte den siebten Platz.